# Andrij Sjevtjenko
Andrij Mikolajovitj Sjevtjenko (ukrainsk: Андрій Миколайович Шевченко) (født 29. september 1976 i Dvirkivsjtjyna) er en ukrainsk tidligere fodboldspiller og nuværende træner, der senest var træner for Genoa. Han var en markant angriber i store klubber som Dynamo Kyiv, Chelsea F.C. og AC Milan og er nummer tre på listen over alletiders mest scorende spillere i europæiske klubturneringer.

## Karriere

### Spiller
Sjevtjenko begyndte sin karriere i Dynamo Kyiv (fra 1994-1999), hvorefter han skiftede til AC Milan i Italien. Han regnes for den bedste angriber i Milan siden Marco van Basten, blandt andet fordi han i sæsonen 2003-04 blev topscorer i Serie A med 24 mål. Det var også Sjevtjenko, der scorede det afgørende mål på straffespark, da Milan i 2003 mod Juventus vandt Champions League-finalen.
I sommeren 2006 spillede han sin første slutrunde for landshold, efter at have været med til at bringe Ukraine til VM. Samme sommer blev han solgt til Chelsea F.C., men her opnåede han kun begrænset succes. Efter gentagne rygter om et skifte tilbage til Milan blev rygterne til virkelighed, da Sjevtjenko i august 2008 returnerede til den italienske klub på en låneaftale.
Kort før afslutningen på transfervinduet i sommeren 2009 blev Sjevtjenko solgt til klubben, hvor han først slog sit navn fast, nemlig ukrainske Dynamo Kyiv. Han underskrev den 29. august 2009 en to-årig aftale med klubben.

### Træner
Sjevtjenko blev i februar 2016 hjælpetræner for det ukrainske landshold, og efter holdets eliminering ved EM-slutrunden samme år blev han forfremmet til træner.
Han førte også Ukraine til EM-slutrunden 2020 (afholdt i 2021), hvilket var Ukraines første EM-slutrunde nogensinde. Ukraine gik videre fra indledende runde, besejrede derpå Sverige, inden de i kvartfinalen tabte til England. Trods det pæne resultat i turneringen valgte Sjevtjenko kort efter slutrunden at stoppe som landstræner.

## Priser
Sjevtjenko modtog i 2004 Ballon d'Or som bevis på, at han var valgt til Årets fodboldspiller i Europa dette år.